# Terra de Wilkes

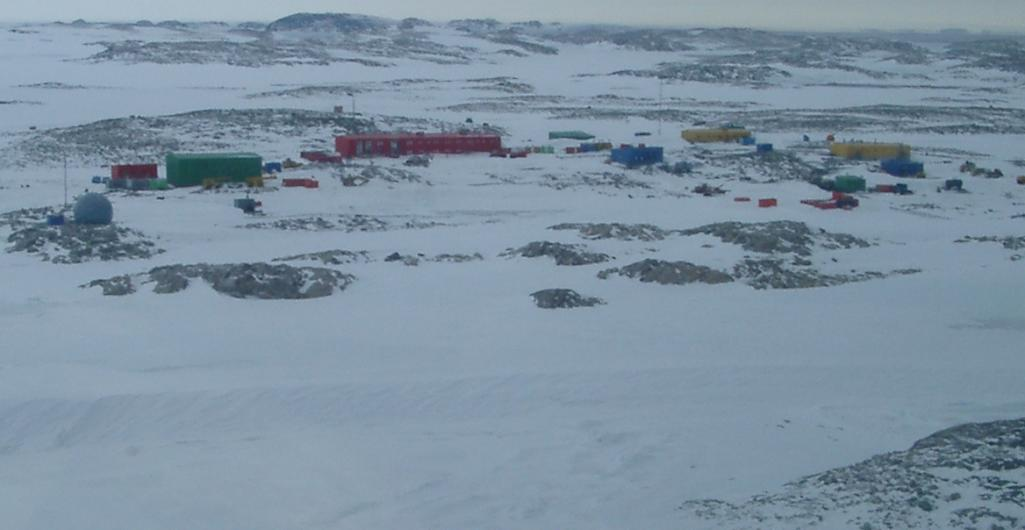
La base australiana Casey, a la terra de Wilkes

Localització de Wilkes Land (vermell), territori antàrtic australià a l'Antàrtida

La Terra de Wilkes és un gran districte de terra a l'est de l'Antàrtida, reclamat formalment per Austràlia com a part del territori antàrtic australià, tot i que la validesa d'aquesta reclamació s'ha fet durant el període d'operació del Tractat de l'Antàrtida, del qual Austràlia és signatària.

## Nom

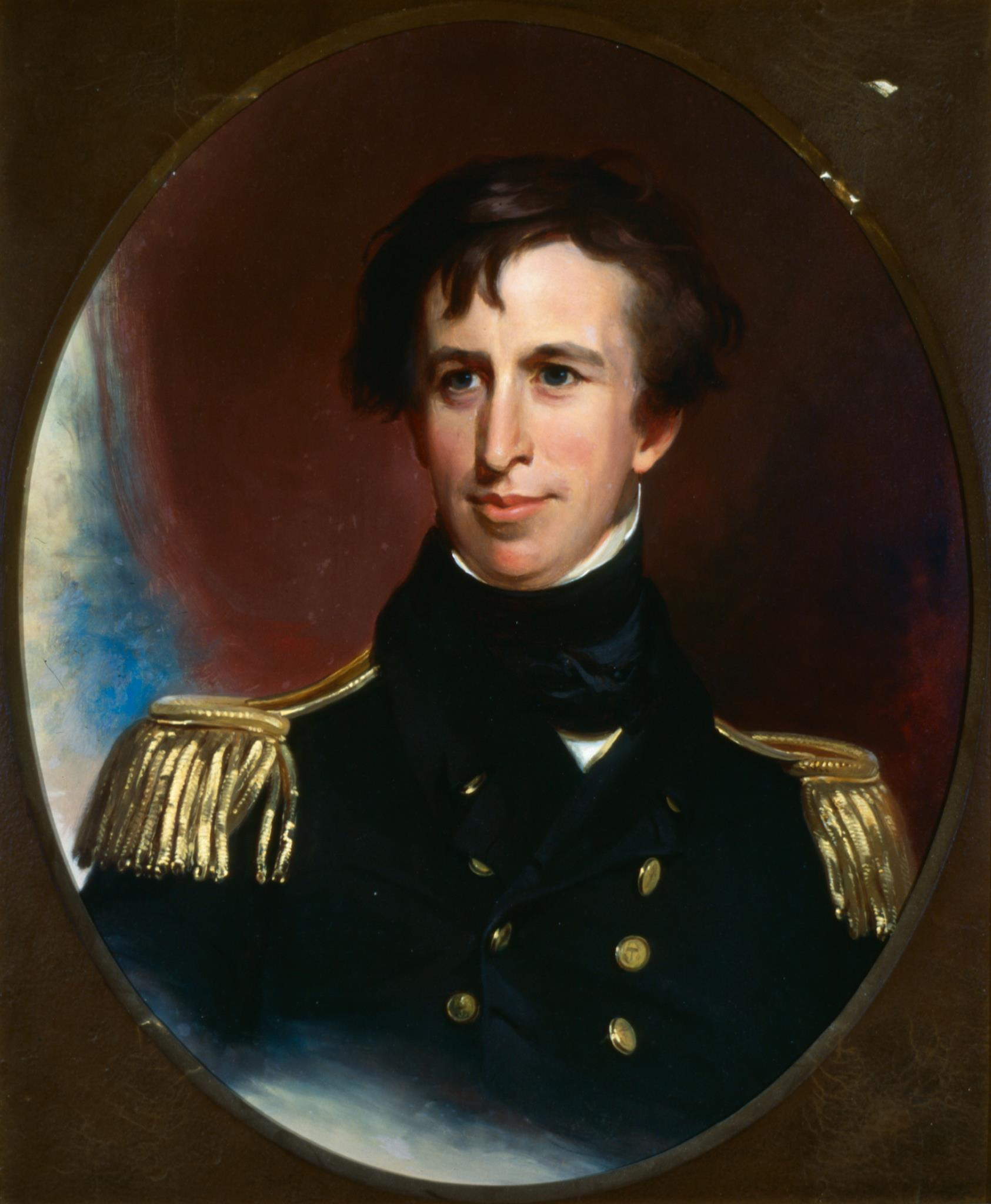
Rep el seu nom del tinent Charles Wilkes, comandant de l'expedició exploradora dels Estats Units

Rep el nom del tinent Charles Wilkes (més tard un contraalmirall), l'explorador nord-americà que va comandar l'⁣expedició d'exploració dels Estats Units de 1838–42. El nom és en reconeixement del descobriment de Wilkes del marge continental a una distància de 2.400 km (1.500 milles) de costa, proporcionant així una prova substancial que l'Antàrtida és un continent. Aquesta definició d'extensió exclou l'àrea a l'est de 142°02' E, George V Land, que va ser albirat per Wilkes però que en expedicions posteriors s'ha demostrat que es trobava més al sud que les posicions originalment assignades per ell.

## Geologia
El 2006, un equip d'investigadors liderat per Ralph von Frese i Laramie Potts va utilitzar mesures de gravetat dels satèl·lits GRACE de la NASA per descobrir el cràter Wilkes Land de 300 milles d'ample, que probablement es va formar fa uns 250 milions d'anys.

## En la cultura popular
Wilkes Land apareix de manera destacada a la pel·lícula de 1998 The X-Files. Fox Mulder viatja a l'Antàrtida per salvar la seva parella Dana Scully, que està retinguda allà contra la seva voluntat. En el procés, descobreixen un enorme laboratori secret sota la superfície dirigit per l'⁣home que fuma.